# ليك (نهر)
ليك  (تنطق بالهولندية: [lɛk]) هو نهر غربي هولندا حوالي 60 كم طولاً. وهو استمرار لنهر نيديرراين بعد Kromme Rijn يتفرع في مدينة فايك باي ديورستيده.